# Jean-François Yvon
Jean-François Yvon (ur. 24 listopada 1958 roku w Neuilly-sur-Seine) – francuski kierowca wyścigowy.

## Kariera
Yvon rozpoczął karierę w międzynarodowych wyścigach samochodowych w 1981 roku od startów we Francuskiej Formule 3. Z dorobkiem trzynastu punktów uplasował się tam na jedenastej pozycji w klasyfikacji generalnej. W późniejszych latach Francuz pojawiał się także w stawce FIA World Endurance Championship, 24-godzinnego wyścigu Le Mans, World Sports-Prototype Championship, Interserie Div. 1, International Sports Racing Series, Sports Racing World Cup, American Le Mans Series, FIA Sportscar Championship, Grand American Rolex Series, FIA GT Championship, V de V Challenge Endurance Moderne oraz Intercontinental Le Mans Cup.